# Aribazos
Aribazos (altgriechisch Ἀρἱβαζος; † 245 v. Chr.) war ein Statthalter der Seleukiden im 3. vorchristlichen Jahrhundert. Sein Name lässt auf eine persische Abstammung schließen.
Im Jahr 246/245 v. Chr. amtierte Aribazos als Statthalter (strategos) der Seleukiden in Kilikien; diese Provinz war wenige Jahre zuvor im zweiten syrischen Krieg den Ptolemäern abgenommen worden. In diesem Jahr aber unternahm Ptolemaios III. die Rückeroberung dieser Provinz, nach dem Ausbruch des dritten syrischen Krieges (Laodike-Krieg). Während der Kämpfe hatte Aribazos den Transport von 1.500 Talenten in Silber von Seleukia am Kalykadnos zur Königinmutter Laodike nach Ephesos geplant. Dieses Vorhaben wurde nach der Ankunft einer ptolemäischen Flotte verhindert, worauf es in Soloi zu einer antiseleukidischen Erhebung kam, die Aribazos zur Flucht aus Kilikien nötigte. Bei der Überquerung des Tauros wurde er von Einheimischen enthauptet, die seinen Kopf zu dem in Antiochia weilenden Ptolemaios III. sandten.
Infolge des dritten syrischen Krieges wurde Kilikien wieder ptolemäisch; Ptolemaios III. setzte dort seinen Vertrauten Antiochos als Statthalter ein.